# Georg von Pappenheim
Georg von Pappenheim, auch Georg (Freiherr) Marschalk von Pappenheim († 10. Dezember 1563) war 48. Bischof von Regensburg und Fürstbischof des Hochstifts Regensburg von 1548 bis 1563.

## Herkunft
Georg von Pappenheim stammte aus dem schwäbisch-fränkischen Adelsgeschlecht von Pappenheim. Aufgrund des erblichen Reichsmarschallamtes entwickelte sich das Erbamt zum Namensbestandteil. Georg von Pappenheim wird daher auch als Georg Marschall bzw. Marschalk von Pappenheim geführt. Der namensgebende Stammsitz ist Pappenheim mit Burg Pappenheim im Altmühltal. Pappenheim ist heute eine Stadt im mittelfränkischen Landkreis Weißenburg-Gunzenhausen. Familienmitglieder sind im Raum Eichstätt, Augsburg und Regensburg zu hohen kirchlichen Würdenträgern aufgestiegen, so Christoph von Pappenheim als Bischof von Eichstätt (1535–1539). Ebenfalls auch ein Zeitgenosse Georgs ist Matthäus von Pappenheim (1458–1541).

## Bischof von Regensburg
Unter Georg erreichte die Gegenreformation das Bistum. Dennoch schildert Josef Staber die unsicheren Zustände in Regensburg, die von Morden und Trunksucht geprägt zu sein schienen. Auf einer Synode wurde beklagt, dass sich Geistliche in weltlicher Kleidung gewandeten und sich zum Teil mit langen Messern bewaffneten. Auch wenn der Kaiser nach dem Interim die Rückkehr zum alten Glauben einforderte, gab es in Regensburg starken Rückhalt für den Protestantismus und Gelehrte wie Nicolaus Gallus und Justus Jonas der Ältere trugen zur Konfessionalisierung bei. 1555 wurde der Augsburger Reichs- und Religionsfrieden festgeschrieben, der den Reichsstädten die Religionsfreiheit einräumte. Das Epitaph des Bischofs zeigt ihn in prunkvoller Amtstracht und den bischöflichen Insignien.